# صادق الصباح
صادق أنور الصباح (مواليد سنة 1961) هو منتج تلفزيوني لبناني، يمتلك شركة سيدرز آرت برودكشن (صباح أخوان) في لبنان. كان قد ساهم بإنتاج عددٍ من الأعمال الفنية في السينما والتلفزيون. تمتلك شركته مكاتبًا في مصر والمغرب وسوريا والإمارات العربية المتحدة. والده هو الوزير والنائب اللبناني السابق أنور الصباح.

## حياته
وُلد صادق أنور الصبّاح في عام 1961 بمدينة النبطية في جنوب لبنان، ووالده هو الوزير والنائب اللبناني السابق أنور الصباح. بدأ صادق بإدارة شركة الصبّاح عام 1981، حيث كانت نشطةً في إنتاج الأفلام منذ بداية خمسينات القرن العشرين. انبثق عن شركة «صبّاح أخوان» ثلاث شركاتٍ شقيقة، وهي: شركة صبّاح للإعلام (عام 1981)، وشركة سيدرز آرت بروداكشن (عام 2000)، وشركة المُتّحدين للإنتاج الإعلامي (عام 2010) ومقرها في القاهرة. يعمل صادق أيضًا مستشارًا للجنة حقوق الملكية الفكرية في غرفة التجارة والصناعة والزراعة في بيروت، ونائب رئيس جمعية المنتجين والموزعين السينمائيين في لبنان، وعضو غرفة صناعة السينما المصرية.

## مساهماته
شارك بإنتاج أكثر من 50 مسلسلًا، ومنها: مسلسل الهيبة بجميع أجزائه، راجل وست ستات (الجزء الأول والتاسع)، قضية صفية، قصص الحيوان في القرآن، الشحرورة، قصص الإنسان في القرآن، نقطة ضعف، رجال وسط الحريم، زي الورد، ابن حلال، لو، آدم وجميلة، عيون القلب، الحب الحلال، تشيللو، ذهاب وعودة، يونس ولد فضة، أريد رجلًا، سمرا، نص يوم، ولاد تسعة، طاقة القدر، عائلة الحاج نعمان، الحلال، قانون عمر، الحصان الأسود، سك على إخواتك، فكرة بمليون جنيه، ما فيي، ولد الغلابة، خمسة ونص، سكر زيادة وغيرها. وعددًا من البرامج التلفزيونية، وتتضمن: شكشك شو، وش السعد، إغلب السقا.

## وصلات خارجية
- صادق الصباح على موقع IMDb (الإنجليزية)
- صادق الصباح على موقع قاعدة بيانات الأفلام العربية